# Gallarano
Gallarano è una frazione del comune italiano di Robecco d'Oglio in provincia di Cremona.
Fu comune autonomo fino al 1757.
Dal 1757 al 1840 fu comune insieme a Monasterolo.